# Fabricia sabella
Fabricia sabella är en ringmaskart som först beskrevs av Ehrenberg 1836.  Fabricia sabella ingår i släktet Fabricia och familjen Sabellidae. Inga underarter finns listade i Catalogue of Life.